# Programmable unijunction transistor

Abb. 1: Schaltzeichen, Schichtaufbau und Strom-Spannungs-Kurve eines programmierbaren Unijunctiontransistors.

Ein programmable unijunction transistor (PUT, englisch, dt. programmierbarer Unijunctiontransistor) ist ein Halbleiter-Bauelement und im Aufbau ähnlich einem Thyristor. Seine drei Anschlüsse werden als Gate (G), Anode (A) und Kathode (K) bezeichnet.

## Aufbau und Unterschied zum Unijunctiontransistor

Abb. 2: Äquivalentschaltbild PUT und UJTs.

Abb. 3: Gesteuerte RC-Oszillatorschaltung mit einem PUT

Wie ein Thyristor besteht der PUT aus vier alternierenden p-, n-dotieren Schichten und enthält damit drei p-n-Übergänge (Abb. 1). Er hat eine Anode und eine Kathode, die an die erste bzw. an die letzte Schicht angeschlossen sind, und ein „Gate“, das mit einer der inneren Schichten verbunden ist.
Der Unijunctiontransistor (UJT) weist im Gegensatz zu einem programmierbaren Unijunctiontransistor nur einen p-n-Übergang (engl. p-n junction) auf. Die etablierte Bezeichnung „programmierbarer Unijunctiontransistor“ ist somit irreführend, da es sich nicht um eine Variation des Unijunctiontransistor (UJT) handelt, sondern um eine Variation des Thyristors.

## Funktionsweise
Der PUT besitzt eine einstellbare („programmierbare“) Schaltschwelle: Legt man an Anode und Kathode eine Spannung an, so fließt kein Strom, solange die Schwellenspannung (US ~ UP) nicht erreicht wird. Übersteigt die angelegte Spannung jedoch den Schwellspannungswert, so wird die A-K-Strecke des PUT leitend. Die Schwellenspannung kann über eine an das Gate angelegte Spannung UG modifiziert („programmiert“) werden. Abb. 1 zeigt das Schaltzeichen, den Schichtaufbau und die typische Strom-Spannungs-Kurve eines PUT.

## Anwendungsbereiche
PUTs sind nicht direkt mit konventionellen UJTs austauschbar, obwohl PUTs ähnliche Funktionen ausführen. In der richtigen Schaltkreisauslegung mit zwei „programmierenden“ Widerständen zur Einstellung des Systemparameters η verhalten sie sich wie konventionelle UJTs (Abb. 2). Der 2N6027 ist ein Beispiel für derartige Bauelemente.
Es ist ein Vorteil der PUTs, dass man mit ihnen Oszillatoren aus wenigen diskreten Bauelementen aufbauen kann (Abb. 3). Da der gleiche Zweck aber auch mit preisgünstigen integrierten Schaltkreisen erreichbar ist (z. B. Timer NE555), werden PUTs nur noch selten eingesetzt.

## Mathematische Beschreibung
Die Berechnung der elektrischen Größen aus Abb. 2 erfolgt mit den unten stehenden Gleichungen:
{\displaystyle R_{\text{BB}}=R_{\text{B1}}+R_{\text{B2}}\,}
{\displaystyle R_{\text{G}}={\frac {R_{\text{B1}}\cdot R_{\text{B2}}}{R_{\text{B1}}+R_{\text{B2}}}}\,}
{\displaystyle \eta ={\frac {R_{\text{B1}}}{R_{\text{B1}}+R_{\text{B2}}}}\,}
{\displaystyle U_{\text{G}}=\eta \cdot U_{\text{BB}}\,}
{\displaystyle U_{\text{P}}=U_{G}+U_{\text{AK}}\,}
wobei {\displaystyle \eta } ein Systemparameter ist.